# Abderaouf Natèche
Abderaouf Natèche (sinh ngày 16 tháng 10 năm 1982 ở El Harrach) là một cầu thủ bóng đá người Algérie. Anh hiện tại thi đấu ở vị trí Thủ môn cho MC Oran ở Giải bóng đá hạng nhất quốc gia Algérie.

## Sự nghiệp câu lạc bộ
Ngày 11 tháng 6 năm 2014, Natèche ký hợp đồng với MC Oran, gia nhập từ CS Constantine.